# 索敬贤
索敬贤（1922年—），原名索熙、索若麟，男，满族，吉林长春人，中国神经外科专家，曾任白求恩医科大学教授、博士生导师，第六、七届全国人大代表。